# Forstmeyer
Die Familie Forstmeyer ist eine süddeutsche Musikerfamilie, die im 18. Jahrhundert vor allem in der Reichsstadt Weißenburg tätig war. Mit dem Tod des Georg Christian Forstmeyer 1804 endete die Linie der Forstmeyerschen Stadtmusici in Weißenburg.
In Weißenburg ist die Forstmeyergasse nach der Familie benannt.

## Bekannte Namensträger
- Andreas Forstmeyer, Offizier des Markgrafen von Ansbach
  - Franciscus Forstmeyer, Kammermusikus und Kapellist am Hof von Friedrich I. von Preußen
    - Katharina Elisabeth Forstmeyer, Sopranistin

  - David Andreas Forstmeyer (* 3. Februar 1707; † 28. November 1771 in Weißenburg), Stadtmusiker der Reichsstadt Weißenburg ⚭ Eva Maria, geb. Wechsler
    - Georg Christian Forstmeyer (* 13. April 1740 in Weißenburg; † 5. April 1804 ebenda), Stadtmusiker der Reichsstadt Weißenburg ⚭ Maria Sybilla Huss.
    - Andreas Ehrenfried Forstmeyer (* 28. April 1732 in Weißenburg; † 13. Juni 1787 in Karlsruhe), Komponist und Hofmusiker unter Karl Friedrich von Baden
    - David Andreas Forstmeyer der Jüngere, Musiker (* 12. Mai 1753 in Weißenburg; † nach 1805, möglicherweise in Pforzheim), Musiker in Pforzheim ⚭ Jacobina Christmann